# Luidia barbadensis
Luidia barbadensis is een kamster uit de familie Luidiidae.
De wetenschappelijke naam van de soort werd in 1881 gepubliceerd door Edmond Perrier.